# 石下瀬村
石下瀬村（いしがせむら）は、かつて愛知県西加茂郡にあった村。
現在の豊田市の一部（力石町・東広瀬町・国附町・小峯町など）に該当する。

## 歴史
- 1872年（明治5年） - 力石村、東枝下村、東広瀬村が合併し、石下瀬村となる。
- 1889年（明治22年）10月1日 - 石下瀬村、小峯村、国附村が合併し、石下瀬村が発足。
- 1906年（明治39年）7月1日 - 中野村、七重村と富貴下村の一部[1]と合併し、石野村が発足。同日石下瀬村は廃止。